# O-bi, O-ba. Koniec cywilizacji
 O-bi, O-ba. Koniec cywilizacji  (cu sensul de: O-bi, o-ba. Sfârșitul civilizației) este un film SF  polonez din 1984 scris și regizat de Piotr Szulkin. Filmul are loc la un an după o catastrofa nucleară la nivel mondial, în prezent oamenii trăiesc într-un Dom izolat care se destramă. Singura lor speranță este o navă cunoscută sub numele de "Arca", despre care se spune că este pe cale să-i salveze; totuși existența navei este o legendă inventată de personajul principal, a cărui profesie este aceea de a asigura menținerea moralei.
Filmul lui Szulkin este a penultima parte a tetralogiei regizorului, compusă și din filmele Golem (1979), Wojna światów – następne stulecie (1981) și Ga, ga. Chwała bohaterom (1985).

## Distribuție
- Jerzy Stuhr: Soft
- Krystyna Janda: Gea
- Leon Niemczyk: zadbany
- Jan Nowicki: inżynier
- Marek Walczewski: szef Softa
- Krzysztof Majchrzak: lodówkowy
- Mariusz Dmochowski: milioner
- Kalina Jędrusik: żona milionera
- Henryk Bista: pucołowaty
- Adam Ferency: smutny
- Ryszard Kotys: celulozowy
- Stanisław Igar: rzemieślnik
- Mariusz Benoit: lekarz
- Marcin Troński: spekulant